# Košarkaški klub Crvena zvezda 2023-2024
Questa voce raccoglie le informazioni riguardanti il  Košarkaški klub Crvena zvezda nelle competizioni ufficiali della stagione 2023-2024.

## Stagione
La stagione 2023-2024 del Košarkaški klub Crvena zvezda è la 18ª nel massimo campionato serbo di pallacanestro, la Košarkaška liga Srbije.

## Roster
Aggiornato al 18 agosto 2023.
| Crvena zvezda Meridianbet 2023-24 | Crvena zvezda Meridianbet 2023-24 |
| Giocatori                         | Staff tecnico                     |
| --------------------------------- | --------------------------------- |

| N. | Naz.                                                | Ruolo | Nome              | Anno | Alt.   | Peso   |  |
| -- | --------------------------------------------------- | ----- | ----------------- | ---- | ------ | ------ |  |
| 1  | Stati Uniti (bandiera)                              | P     | Javonte Smart     | 1999 | 193 cm | 93 kg  |  |
| 2  | Serbia (bandiera)                                   | AP    | Stefan Lazarević  | 1996 | 199 cm | 93 kg  |  |
| 3  | Serbia (bandiera)                                   | G     | Andrej Lucić      | 2007 | 187 cm |        |  |
| 4  | Serbia (bandiera)                                   | P     | Miloš Teodosić    | 1987 | 196 cm | 90 kg  |  |
| 5  | Ungheria (bandiera)                                 | GA    | Ádám Hanga        | 1989 | 200 cm | 92 kg  |  |
| 6  | Stati Uniti (bandiera)                              | AG    | Trey Thompkins    | 1990 | 208 cm | 111 kg |  |
| 7  | Serbia (bandiera)                                   | A     | Dejan Davidovac   | 1995 | 203 cm | 95 kg  |  |
| 9  | Serbia (bandiera)                                   | AG    | Luka Mitrović     | 1993 | 205 cm | 103 kg |  |
| 10 | Serbia (bandiera)                                   | GA    | Branko Lazić (C)  | 1989 | 195 cm | 91 kg  |  |
| 11 | Montenegro (bandiera)                               | C     | Marko Simonović   | 1999 | 213 cm | 109 kg |  |
| 13 | Stati Uniti (bandiera) · Porto Rico (bandiera)      | P     | Shabazz Napier    | 1991 | 183 cm | 79 kg  |  |
| 18 | Stati Uniti (bandiera) · Slovenia (bandiera)        | C     | Mike Tobey        | 1994 | 213 cm | 115 kg |  |
| 21 | Russia (bandiera)                                   | C     | Joel Bolomboy     | 1994 | 203 cm | 106 kg |  |
| 22 | Bosnia ed Erzegovina (bandiera) · Serbia (bandiera) | A     | Dalibor Ilić      | 2000 | 205 cm | 94 kg  |  |
| 26 | Serbia (bandiera)                                   | G     | Nemanja Nedović   | 1991 | 191 cm | 87 kg  |  |
| 31 | Lituania (bandiera)                                 | AP    | Rokas Giedraitis  | 1992 | 201 cm | 88 kg  |  |
| 32 | Serbia (bandiera)                                   | C     | Ognjen Kuzmić     | 1990 | 214 cm | 115 kg |  |
| 33 | Stati Uniti (bandiera)                              | C     | Freddie Gillespie | 1997 | 207 cm | 112 kg |  |
| 44 | Serbia (bandiera)                                   | AC    | Nemanja Bjelica   | 1988 | 208 cm | 106 kg |  |
| 44 | Serbia (bandiera)                                   | P     | Nikola Topić      | 2005 | 198 cm | 91 kg  |  |
| 47 | Serbia (bandiera)                                   | G     | Andrej Kostić     | 2006 | 198 cm |        |  |
| 99 | Brasile (bandiera)                                  | P     | Yago              | 1999 | 176 cm | 80 kg  |  |

| Allenatore |
| - Duško Ivanović (fino al 21 ottobre) - Giannīs Sfairopoulos (dal 22 ottobre)                                                                                 |
| Assistente/i |
| - Arturo Álvarez (fino al 21 ottobre) - Nenad Jakovljević (fino al 21 ottobre) - Tomislav Tomović Legenda - (C) Capitano - (IN) Inattivo - Infortunato Roster |

## Mercato

### Sessione estiva
| Acquisti | Acquisti         | Acquisti       | Acquisti      | Acquisti |
| R.a      | Nome             | da             | Modalità      |          |
| -------- | ---------------- | -------------- | ------------- | -------- |
| P        | Shabazz Napier   | Olimpia Milano | svincolato    |          |
| P        | Miloš Teodosić   | Virtus Bologna | svincolato    |          |
| P        | Aleksa Uskoković | Mega Belgrado  | fine prestito |          |
| P        | Yago             | Ulma           | svincolato    |          |
| GA       | Marko Gušić      | Mladost Zemun  | fine prestito |          |
| GA       | Ádám Hanga       | Real Madrid    | svincolato    |          |
| AP       | Rokas Giedraitis | Saski Baskonia | svincolato    |          |
| A        | Dejan Davidovac  | CSKA Mosca     | svincolato    |          |
| AC       | Nemanja Bjelica  | Fenerbahçe     | svincolato    |          |
| C        | Joel Bolomboy    | Olympiakos     | svincolato    |          |
| C        | Marko Simonović  | Chicago Bulls  | svincolato    |          |
| C        | Mike Tobey       | Barcellona     | svincolato    |          |

| Cessioni | Cessioni           | Cessioni           | Cessioni       | Cessioni |
| R.       | Nome               | a                  | Modalità       |          |
| -------- | ------------------ | ------------------ | -------------- | -------- |
| P        | Facundo Campazzo   | Real Madrid        | fine contratto |          |
| P        | Nikola Ivanović    | Runa Mosca         | fine contratto |          |
| P        | Stefan Marković    |                    | ritirato       |          |
| P        | Aleksa Uskoković   | Borac Čačak        | rescissione    |          |
| P        | Luca Vildoza       | Panathīnaïkos      | rescissione    |          |
| PG       | Nikola Topić       | Mega Belgrado      | prestito       |          |
| GA       | Marko Gušić        | Free agent         | rescissione    |          |
| GA       | John Holland       | Hapoel Tel Aviv    | fine contratto |          |
| AP       | Ognjen Dobrić      | Virtus Bologna     | fine contratto |          |
| AG       | Ben Bentil         | Gunma C. Thunders  | fine contratto |          |
| AC       | Nemanja Popović    | Mega Belgrado      | rescissione    |          |
| C        | Hassan Martin      | Shimane S. Magic   | rescissione    |          |
| C        | Filip Petrušev     | Philadelphia 76ers | fine contratto |          |
| C        | Miroslav Raduljica | Maroussi           | rescissione    |          |

### Dopo l'inizio della stagione
| Acquisti | Acquisti          | Acquisti        | Acquisti         | Acquisti      |
| R.       | Nome              | da              | Data             | Modalità      |
| -------- | ----------------- | --------------- | ---------------- | ------------- |
| C        | Freddie Gillespie | Bayern Monaco   | 18 dicembre 2023 | svincolato    |
| P        | Nikola Topić      | Mega Belgrado   | 26 dicembre 2023 | fine prestito |
| P        | Javonte Smart     | Del. Blue Coats | 14 gennaio 2024  | svincolato    |
| AG       | Trey Thompkins    | Free agent      | 7 febbraio 2024  | svincolato    |

| Cessioni | Cessioni        | Cessioni       | Cessioni         | Cessioni    |
| R.       | Nome            | a              | Data             | Modalità    |
| -------- | --------------- | -------------- | ---------------- | ----------- |
| AC       | Nemanja Bjelica |                | 9 ottobre 2023   | ritirato    |
| P        | Shabazz Napier  | Olimpia Milano | 21 dicembre 2023 | rescissione |
| C        | Ognjen Kuzmić   | Free agent     | 25 dicembre 2023 | rescissione |
| C        | Marko Simonović | Beşiktaş       | 3 gennaio 2024   | prestito    |